# Bryophaenocladius muscicola
Bryophaenocladius muscicola är en tvåvingeart som först beskrevs av Jean-Jacques Kieffer 1906.  Bryophaenocladius muscicola ingår i släktet Bryophaenocladius och familjen fjädermyggor. Det är osäkert om arten förekommer i Sverige. Inga underarter finns listade i Catalogue of Life.